# Churchill, Wyre Forest
Churchill är en by i civil parish Churchill and Blakedown, i distriktet Wyre Forest, i grevskapet Worcestershire, i England. Byn är belägen 5 km från Kidderminster. Churchill var en civil parish fram till 1933 när blev den en del av Churchill and Blakedown. Civil parish hade 201 invånare år 1931. Byn nämndes i Domedagsboken (Domesday Book) år 1086, och kallades då Corcehalle.